# 洛根航空
洛根航空（Loganair Limited）是1962年成立的一家蘇格蘭地區性航空公司，註冊辦事處在格拉斯哥機場，此外愛丁堡機場、印威內斯機場、鄧迪機場和阿伯丁機場也是其樞紐機場。該公司的飛機可以承運貨物、郵件和乘客。
該公司是全球最短商業航班的運營者。

## 外部連結
维基共享资源上的相關多媒體資源：洛根航空
- 官方网站